# Neoxolmis
Genre
Neoxolmis est un genre monotypique de passereaux de la famille des Tyrannidés. Il se trouve à l'état naturel en Amérique du Sud.

## Liste des espèces
Selon la classification de référence du Congrès ornithologique international (version 14.1, 2024) :
- Neoxolmis coronatus (Vieillot, 1823) – Pépoaza couronné
- Neoxolmis rubetra (Burmeister, 1860) – Pépoaza traquet
- Neoxolmis salinarum (Nores & Yzurieta, 1979) – Pépoaza de Salinas
- Neoxolmis rufiventris (Vieillot, 1823) – Pépoaza à ventre rougeâtre